# Новая Бия (Можгинский район)
Новая Бия — деревня в составе Пычасского сельского поселения Можгинского района Удмуртии.

## Известные уроженцы и жители
В деревне родился удмуртский писатель Трофим Архипов.